# Ramiro Tomasini
Ramiro Ezequiel Delelis (Buenos Aires, Argentina; 9 de mayo de 1986) mejor conocido como Ramiro Tomasini es un actor y modelo argentino, afincado actualmente en México.

## Carrera artística
Inició su carrera en 2007 primeramente como modelo en su natal Argentina, es hincha de Huracán
```
para diferentes comerciales, marcas de ropa, calzado, productos y campañas publicitarias.
```

En 2010, llegó a México para iniciar su carrera como actor, e ingresó al Centro de Formación Actoral de TV Azteca donde tomó sus talleres y clases de actuación.
Debutó por primera vez en 2011 en el unitario de Lo que callamos las mujeres con varios personajes en diferentes episodios y para 2012 participó en la telenovela de La mujer de Judas interpretando a Francisco, al lado de Anette Michel, Víctor González y Andrea Martí. 
Más tarde en 2013 se integró al elenco de la novela de Secretos de familia con el papel de Sergio, y compartiendo créditos con Sergio Basáñez, Anette Michel por segunda vez y la primera actriz Ofelia Medina.  
En 2014, formó parte de Siempre tuya Acapulco en el papel de Nelson, compartiendo escenas con Melissa Barrera y Daniel Elbittar, entre otros. 
Para 2015 es invitado a participar dentro de la producción de Caminos de Guanajuato dando vida a Hernán, compartiendo roles con Iliana Fox y Erik Hayser, siendo esta su última telenovela en dicha televisora.  
En 2016 protagonizó la serie Estan entre nosotros, interpretando al dueño de una tienda de antigüedades llena de santos de los cuales hay anécdotas contadas por él.  
Hasta 2019, migra a Televisa, en donde hace su participación en la serie El Dragón: El regreso de un guerrero, en el rol de Ángel, junto con Sebastián Rulli, Renata Notni e Irina Baeva.
Al año siguiente en 2020 interpretó a Diego en la telenovela de comedia romántica de Carlos Bardasano Como tú no hay 2, compartiendo personajes con Claudia Martín, Adrián Uribe y Estefanía Hinojosa.

## Filmografía

### Televisión
- Amar sin tiempo (2024) ...
- La historia de Juana (2024) ... Ricardo
- Pienso en ti (2023) ... Maximiliano «Max» Mendoza[5]
- Un día para vivir (2022) ... Fernando[6]
- Esta historia me suena (2022)[7]
- Si nos dejan (2021)
- Como tú no hay 2 (2020) ... Diego[8]
- El Dragón: El regreso de un guerrero (2019) ... Ángel[9]
- Dos Lagos (2017) ... Nicolás
- Están entre nosotros  (2016) ... Dueño de la Tienda de Antigüedades "Sunt Apud Nos"
- Un día cualquiera (2016) ... Román - Episodio: "Gemelos" - Historia 2
- Caminos de Guanajuato (2015) ... Hernán
- Siempre tuya Acapulco (2014) ... Nelson Hernández Molina
- Secretos de familia (2013) ... Sergio Heredia / Sergio Ventura
- La mujer de Judas (-2012) ... Francisco "Pancho" Cañero
- Lo que callamos las mujeres (2011) ... Varios personajes